# Vogelinsel (Bodensee)
Die Vogelinsel ist eine Insel im Bodensee mit einer Fläche von rund 600 Quadratmetern. Sie liegt rund 230 Meter nordwestlich der Mündung der Leiblach vor dem Stadtgebiet von Lindau, Gemarkung Reutin. Auf ihr befindet sich das rote Molenfeuer der Hafeneinfahrt der Marina Lindau-Zech. Die Insel ist als Vogelschutzgebiet deklariert.
Laut BayernAtlas gehört die Vogelinsel zu keinem Flurstück und zu keiner Gemarkung und somit auch zu keiner Gemeinde oder zur Stadt Lindau. Sie ist damit nicht inkommunalisiert, gehört aber dennoch zum deutschen Hoheitsgebiet, da sie im Bereich der Halde liegt, dem Bereich des Bodensees bis zu einer Wassertiefe von 25 Metern.

## Weitere Insel
Eine weitere, noch kleinere, namenlose Insel (Lage) befindet sich rund 900 Meter nördlich der vorbeschriebenen Vogelinsel, nur ca. 50 Meter westlich des dortigen Festlandufers. Die Insel ist ebenfalls nicht inkommunalisiert und ist der Villa Leuchtenberg etwas südlich vorgelagert. Sie ist bei Normalwasserstand eine Insel, bei Hochwasser ragt nur ein Baum aus dem Wasser, bei Niedrigwasser hingegen entsteht eine Verbindung zum nahegelegenen Ufer.

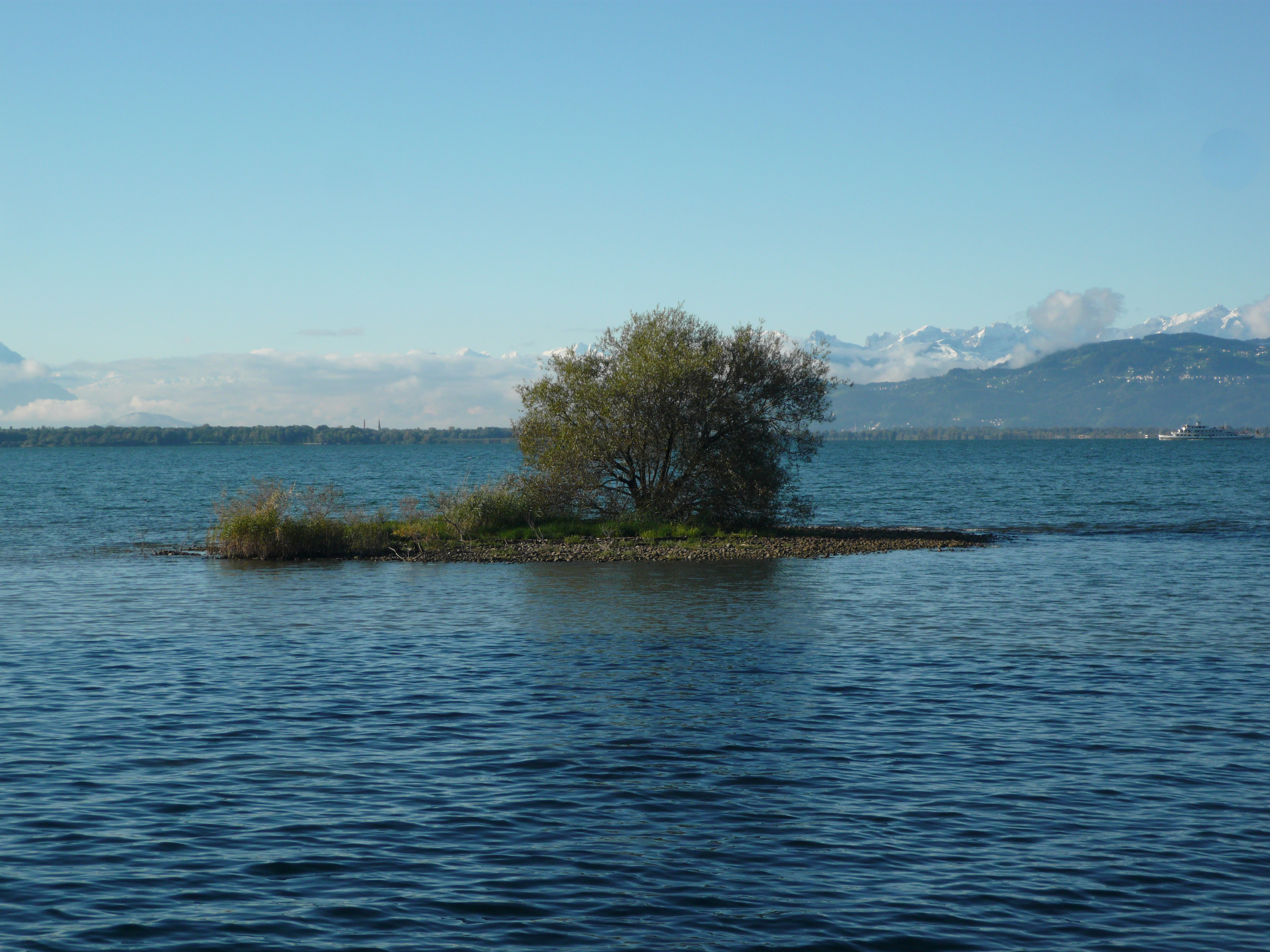
Die kleine, unbenannte Insel nördlich der Vogelinsel